# Selección juvenil de rugby de Perú
La selección juvenil de rugby de Perú es el equipo nacional de rugby regulado por la Federación Peruana de Rugby (FPR). La edad máxima de sus integrantes permitida en cada torneo es para menores de 19 años denominándose a la selección M19; actualmente compite activamente en el Sudamericano Juvenil B de Rugby.

## Historia
La primera aparición de la selección juvenil fue en el primer campeonato M21 que se llevó a cabo en Asunción, Paraguay, en setiembre de 1999. El nivel deportivo de aquella selección y de la que participó en el segundo campeonato M21 no estaba a la talla de los rivales, los cuales tenían mayor tradición y desarrollo en el deporte, por lo que sólo consiguió derrotas con marcadores muy abultados. Después de aquellas participaciones, el seleccionado juvenil estuvo inactivo por mucho tiempo hasta la creación del Sudamericano Juvenil B de Rugby en el 2008.
Actualmente, la Federación Peruana de Rugby busca masificar el deporte en el país; sin embargo, no existe una cultura deportiva bien desarrollada. Aunque el crecimiento es lento, año a año más jóvenes y niños practican rugby en distintas partes del Perú, lo que demuestra que existe el interés por el juego.

## Emblema
La camiseta de la selección peruana de rugby lleva como emblema al Tumi, símbolo milenario que representa al cuchillo guerrero de la Cultura Lambayeque.

## Jugadores
Actualizado al 08 de septiembre de 2018
| N.º | Apellido        | Nombre      | Equipo        |
| --- | --------------- | ----------- | ------------- |
| 1   | Aguinaga        | Miguel      | Jaguares      |
| 2   | Anca            | Eduardo     | Leones        |
| 3   | Aspilcueta      | Nicolay     | Markhamian    |
| 4   | Caballero       | Stefano     | Navy Warriors |
| 5   | Coronel Zegarra | Gustavo     | Markhamian    |
| 6   | Chuquipiondo    | Juan Carlos | Navy Warriors |
| 7   | Diaz            | Juan        | Gavilanes     |
| 8   | Fajardo         | Fabián      | Leones        |
| 9   | Gargurevich     | Roberto     | Navy Warriors |
| 10  | Hurtado         | Álvaro      | Leones        |
| 11  | Jara            | Angelo      | Amarus        |

| N.º | Apellido   | Nombre       | Equipo     |
| --- | ---------- | ------------ | ---------- |
| 12  | Jaramillo  | Eduardo      | Alumni     |
| 13  | Pango      | Ronaldo      | Lambayeque |
| 14  | Puente     | Rodrigo      | Alumni     |
| 15  | Piñarreta  | Gustavo      | Cruzados   |
| 16  | Salarrayan | Juan Pablo   | Markhamian |
| 17  | Salazar    | Edu          | Lima       |
| 18  | Salinas    | René         | Markhamian |
| 19  | Serra      | Luis Enrique | Alumni     |
| 20  | Socualaya  | Emerson      | Leones     |
| 21  | Varela     | Jonah        | Colchester |
| 22  | Velarde    | Félix        | Markhamian |

## Participación en copas

### SudamericanoM21
- Asunción 1998: 6.º puesto (último)
- Santiago 1999: 4.º puesto (último)

### Sudamericano BM18[1]
- São Paulo 2008: 3.º puesto
- Lima 2009: 2.º puesto
- Medellín 2010: 2.º puesto
- Lima 2011: 3.º puesto
- Valencia 2012: 4.º puesto (último)
- Luque 2013:  3.º puesto
- Lima 2014: 3.º puesto
- Riohacha 2015: 4.º puesto (último)
- Chiclayo 2016: 3.º puesto

### Sudamericano BM19
- Riohacha 2017: 4.º puesto (último)
- San José 2018: Campeón invicto

## Palmarés
| Competición internacional |          |                |                                  | Cuarto lugar   |
| ------------------------- | -------- | -------------- | -------------------------------- | -------------- |
| Sudamericano M21          |          |                |                                  | 1 (1999)       |
| Sudamericano B M18        |          | 2 (2009, 2010) | 5 (2008, 2011, 2013, 2014, 2016) | 2 (2012, 2015) |
| Sudamericano B M19        | 1 (2018) |                |                                  | 1 (2017)       |

## Estadísticas
- Solo se contabilizan partidos en torneos oficiales.
- Último Test Match considerado: Perú vs Costa Rica (36-0) - 9 septiembre de 2018.

| Adversario | Jugados | Ganados | Perdidos | Empatados | % Efectividad | Mejor resultado |
| ---------- | ------- | ------- | -------- | --------- | ------------- | --------------- |
| Argentina  | 1       | 0       | 1        | 0         | 0.0%          | 0 - 198         |
| Brasil     | 3       | 0       | 3        | 0         | 0.0%          | 0 - 41          |
| Chile      | 2       | 0       | 2        | 0         | 0.0%          | 3 - 124         |
| Colombia   | 10      | 0       | 10       | 0         | 0.0%          | 7 - 10          |
| Costa Rica | 3       | 3       | 0        | 0         | 100.0%        | 48 - 12         |
| Guatemala  | 1       | 1       | 0        | 0         | 100.0%        | 90 - 0          |
| México     | 3       | 0       | 3        | 0         | 0.0%          | 0 - 40          |
| Panamá     | 1       | 1       | 0        | 0         | 100.0%        | 60 - 0          |
| Paraguay   | 2       | 0       | 2        | 0         | 0.0%          | 0 - 67          |
| Uruguay    | 2       | 0       | 2        | 0         | 0.0%          | 3 - 162         |
| Venezuela  | 10      | 6       | 4        | 0         | 60.0%         | 51 - 5          |
| Total      | 38      | 11      | 27       | 0         | 28.94%        | -               |

## Resultados destacados
- Solo se contabilizan partidos en torneos oficiales.

|   | Año  | Rival      | Resultado | Diferencia |
| - | ---- | ---------- | --------- | ---------- |
| 1 | 2018 | Guatemala  | 90 - 0    | +90        |
| 2 | 2018 | Panamá     | 60 - 0    | +60        |
| 3 | 2013 | Venezuela  | 51 - 5    | +46        |
| 4 | 2011 | Costa Rica | 48 - 12   | +36        |
| 5 | 2018 | Costa Rica | 36 - 0    | +36        |

|   | Año  | Rival     | Resultado | Diferencia |
| - | ---- | --------- | --------- | ---------- |
| 1 | 1999 | Argentina | 0 - 198   | -198       |
| 2 | 1999 | Uruguay   | 3 - 162   | -159       |
| 3 | 1998 | Chile     | 0 - 131   | -131       |
| 4 | 1999 | Chile     | 3 - 124   | -121       |
| 5 | 2017 | Colombia  | 0 - 99    | -99        |
| 6 | 2012 | Brasil    | 3 - 83    | -80        |